# Измамата
„Измамата“ (на испански: El engaño) е мексиканска теленовела, режисирана от Серхио Хименес и продуцирана от Ернесто Алонсо за Телевиса през 1986 г. Историята е базирана на теленовелата Любовна измама от 1961 г., чийто сюжет е въз основа на радионовелата El engaño/ Estafa de amor, създадена от Каридад Браво Адамс.
В главните роли са Ерика Буенфил, Франк Моро и Гилермо Гарсия Канту (това е първата и единствена главна положителна роля, която Гарсия Канту изпълнява), а в отрицателните – Лус Мария Херес и Серхио Хименес.
Това е една от малкото мексикански теленовели, които обръщат внимание на темата за нацистите и преследванията на евреите.

## Сюжет
Във Вайе де Браво Алфонсо и неговата съпруга Аминта водят отшелнически живот. Алфонсо има основателни причини за начина си на живот – той крие миналото си като нацистки престъпник, а настоящето му е изпълнено с връзки с неонацистки групировки. Аминта, която обожава съпруга си, не знае тези факти и страда, защото здравето ѝ е влошено от раждането на дъщеря си Минди. Художникът Хорхе, съсед на Алфонсо, намира изоставено бебе и решава да го отведе при Аминта, която да се грижи за него. Това вбесява Алфонсо, който чака пристигането на племенниците си, които идват да живеят с него, и принуждава съпругата си да се отърве от бебето. Хорхе решава да приеме бебето и му дава името Марсела. Здравето на Аминта се влошава и тя умира от сърдечен арест.
Изминават 18 години, а Алфонсо все още е свързан с нацистки дейности. Дъщеря му, Минди, е капризно и зло момиче, което обича да флиртува с братовчедите си. Родриго, най-младият от тях, се влюбва в нея и след като се любят, мисли, че ще се оженят. Въпреки това, както Алфонсо, така и Минди предпочитат тя да се омъжи за Херардо, брат на Родриго, който е странен и невротичен мъж, страдащ от душевни безпокойства, след които не си спомня къде е или какво е правил. Междувременно, Марсела през годините се е превърнала в красива млада жена, но много стеснителна. Хорхе пътува до Маями, където тя учи, за да присъства на дипломирането ѝ. Художникът има големи планове за нея. Херардо също пътува до Маями и се запознава с Марсела, а двамата се влюбват от пръв поглед. След известно време, двамата се женят и се връщат във Вайе де Браво. Пристигането им съвпада с това на Давид, стар и болнав евреин, който пристига с медицинските си сестри в търсене на детето, което синът му е изоставил преди 18 години. Това дете се оказва, че е Марсела, а също така се оказва, че очевидно безпомощният Давид е оцелял от нацистките концентрационни лагери, също така той има за цел да разобличи Алфонсо.

## Актьори
Част от актьорския състав:
- Ерика Буенфил – Марсела Естевес
- Франк Моро – Хорхе Естевес
- Серхио Хименес – Алфонсо Гюнтер / Дитрих фон Хауне
- Лус Мария Херес – Минди Гюнтер / Аминта Алварес де Гюнтер
- Гилермо Гарсия Канту – Херардо
- Рафаел Санчес-Наваро – Родриго
- Едуардо Алкарас – Давид Летерман
- Кармен Монтехо – Селене
- Сусана Александър – Елена
- Рафаел Амадор – Лейт. Кинтания
- Сокоро Авелар – Чуи
- Габриела Голдсмит – Росио Пеня
- Росита Саласар – Алис
- Тоньо Инфанте – Лейт. Ромуло Санчес
- Сесар Адриан Санчес – Карлос
- Хосе Карлос Теруел – Исак
- Алисия Монтоя – Марта
- Мариана Гаха – Марсела (дете)
- Тендерли Пратс – Минди (дете)
- Таня Пелехеро – Росио (дете)
- Фелипе Гонсалес – Лекар
- Рикардо Риверо – Съдия
- Рубен Диас – Шофьор

## Премиера
Премиерата на Измамата е на 21 март 1986 г. по Canal 5. Последният 105. епизод е излъчен на 26 септември 1986 г.

## Награди и номинации
Награди TVyNovelas 1987
| Категория             | Личност              | Резултат  |
| --------------------- | -------------------- | --------- |
| Най-добър млад актьор | Гилермо Гарсия Канту | Номиниран |
| Най-добър режисьор    | Серхио Хименес       | Номиниран |

## Версии
Кино
- Estafa de amor – Мексико (1955) с участието на Елса Агире и Раймон Гай
- Estafa de amor – Мексико (1970) с участието на Марикрус Оливие и Хорхе Риверо

Телевизия
Измамата е римейк на теленовелата Любовна измама, продуцирана от Ернесто Алонсо за Телевиса през 1961 г., базирана на радионовелата El engaño/ Estafa de amor, създадена от Каридад Браво Адамс, с участието на Марикрус Оливие и Раул Рамирес.
Същата история има и следните версии:
- Estafa de amor, продуцирана от Ернесто Алонсо за Телевиса през 1968 г., с участието на Марикрус Оливие и Енрике Лисалде.
- През 1999 г. Телевиса реализира римейк на същата история, озаглавен Лабиринти на страстта, с участието на Летисия Калдерон и Франсиско Гаторно.
- През 2016 г. МаПат продуцира за Телевиса теленовелата Лъжовно сърце, с участието на Телма Мадригал и Пабло Лиле.